# Miss Muntenegru

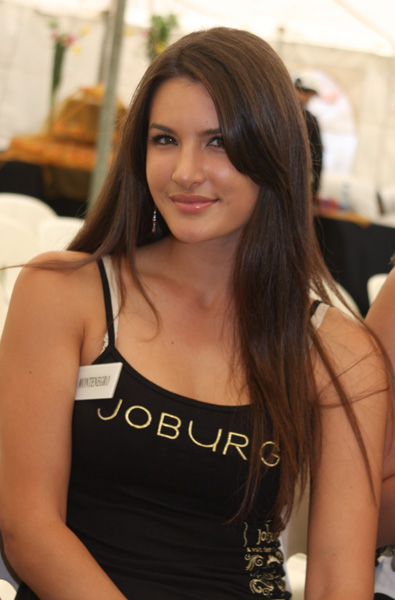
Mariana Mihajlovic

Miss Muntenegru este un concurs de frumusețe național la care pot participa numai femei necăsătorite din Muntenegru. Concursul are loc din anul 2006, câștigătoarele pot candida pentru titlul de Miss World.

## Miss Muntenegru
| Anul | Miss Montenegro    |
| ---- | ------------------ |
| 2006 | Ivana Knežević     |
| 2007 | Marija Ćirović     |
| 2008 | Mariana Mihajlović |
| 2009 | Anja Jovanovic     |
| 2010 | Milica Milatović   |